# Сольца
Сольца (італ. Solza) — муніципалітет в Італії, у регіоні Ломбардія,  провінція Бергамо.
Сольца розташована на відстані близько 490 км на північний захід від Рима, 34 км на північний схід від Мілана, 15 км на захід від Бергамо.
Населення — 2043 особи (2014).
Щорічний фестиваль відбувається 23 квітня. Покровитель — святий Юрій.

## Демографія
Населення за роками:

Станом на 1 січня 2023 року в муніципалітеті офіційно проживало 176 іноземців з 24 країн, серед них 35 громадян країн Євросоюзу та 3 громадяни України.

## Сусідні муніципалітети
- Калуско-д'Адда
- Медолаго